# Guntis Galviņš
Guntis Galviņš (* 25. Januar 1986 in Talsi, Lettische SSR) ist ein lettischer Eishockeyspieler, der seit Januar 2021 beim HC Vítkovice aus der tschechischen Extraliga unter Vertrag steht.

## Karriere
Guntis Galviņš begann seine Karriere beim HK Prizma Riga, für den er in der East European Hockey League und der lettischen Meisterschaft spielte. 2004 wechselte er zum HK Riga 2000.
Zu Beginn der Spielzeit 2006/07 absolvierte er 39 Partien für Vsetínská hokejová in der tschechischen Extraliga, bevor er im Januar 2007 zum HK Riga 2000 zurückkehrte und mit diesem Club erneut lettischer Meister wurde. Kurz nach Beginn der folgenden Spielzeit, im Oktober 2007, wechselte er nach Ungarn zu Alba Volán Székesfehérvár. Für seinen neuen Club spielte er sowohl in der österreichischen Erste Bank Eishockeyliga als auch am Saisonende in den Playoffs der ungarischen Eishockeyliga. In diesen gewann er mit seinem Team die Ungarische Meisterschaft. Nach diesem Erfolg wurde er vom Management des neuen KHL-Clubs Dinamo Riga unter Vertrag genommen, wo er bis 2013 spielte und 2013 den Nadeschda-Pokal gewann.
Zwischen Januar und März 2014 stand Galviņš  AIK Solna aus der Svenska Hockeyligan unter Vertrag. Anschließend war er vereinslos, ehe er im September 2014 vom HC Bozen verpflichtet wurde. Für den Verein aus Südtirol sammelte er 12 Scorerpunkte in 43 EBEL-Partien, ehe er im Juli 2015 zu Dinamo Riga zurückkehrte. Dort stand er bis zum Ende der Saison 2017/18 unter Vertrag. Im August 2018 wurde er kurzfristig vom HK Kurbads verpflichtet, spielte fünf Spiele in der lettischen Eishockeyliga und erhielt Ende September 2018 einen Vertrag beim HC Oceláři Třinec aus der tschechischen Extraliga. Mit den Stahlkumpeln aus dem Osten Tschechiens gewann er am Ende der Spielzeit 2018/19 die tschechische Meisterschaft. Anschließend erhielt er eine Vertragsverlängerung und spielte bis Dezember 2020 für den Klub. Er verließ den Klub aus persönlichen Gründen und unterschrieb wenige Tage später einen Vertrag beim HC Vítkovice.

### International
Schon früh in seiner Karriere vertrat Galviņš sein Heimatland bei internationalen Turnieren. So nahm er an mehreren U18- und U20-Weltmeisterschaften teil. Dabei schaffte er bei der U20-Weltmeisterschaft 2005 mit der lettischen Juniorenauswahl den Aufstieg aus der Division I in die A-Weltmeisterschaft.
Seit 2005 ist er festes Mitglied der lettischen Nationalmannschaft und nahm seither an zwölf Weltmeisterschaften der Herren teil: 2005, 2006, 2007, 2008, 2009, 2010, 2012, 2014, 2015, 2016, 2017, 2018 und 2019.

## Erfolge und Auszeichnungen
- 2005, 2006 und 2007 Lettischer Meister mit dem HK Riga 2000
- 2005 Aufstieg in die A-Weltmeisterschaft mit der U20-Nationalmannschaft
- 2008 Ungarischer Meister mit Alba Volán Székesfehérvár
- 2012 KHL-Verteidiger des Monats Februar
- 2013 Gewinn des Nadeschda-Pokals mit Dinamo Riga
- 2019 Tschechischer Meister mit dem HC Oceláři Třinec

## Statistik

### KHL
(Stand: Ende der Saison 2017/18)